# Кьонмун
Кьонмун (кор. 경문, 景文, Gyeongmun, Kyŏngmun; 841–875) — корейський правитель, сорок восьмий володар (ван) держави Сілла (дев'ятнадцятий ван об'єднаної Сілли).

## Біографія
Був онуком вана Хийгана, а його мати була дочкою вана Сінму. Був одружений з панною Муний, дочкою вана Хонана. Самгук Юса стверджує, що в 18-річному віці майбутній ван став хвараном.
За правління Кьонмуна почастішали заколоти й повстання. Ван намагався зміцнити свою державу як зсередини, так і ззовні, проте його кроки були, в основному, невдалими. Тим часом країною ширився голод.
869 року Кьонмун відрядив свого спадкоємця (майбутнього вана Хонгана) до китайської держави Тан.
Помер Кьонмун 875 року. Після смерті батька трон зайняв його старший син Хонган.